# Oglasa griselda
Oglasa griselda là một loài bướm đêm trong họ Noctuidae.